# Homélie de Cambrai
L'Homélie de Cambrai est la plus ancienne homélie irlandaise connue, datant du VIIe ou du début du VIIIe siècle.
Elle s'intéresse à la question de la pénitence et du martyre. Elle propose une classification du martyre en trois catégories correspondant chacune à une couleur : le martyre rouge, c'est-à-dire la mort violente ; le martyre blanc, c'est-à-dire l'ascétisme strict ; et le martyre glas, terme ambigu pouvant signifier « bleu » ou « vert », qui comprend jeûne et travail.
Ce document, important dans l'étude des langues celtiques, témoigne de l'existence d'une tradition littéraire en langue vernaculaire encouragée par l'Église à côté de celle en latin.
Le texte de l'Homélie, qui mêle latin (pour les citations de la Bible et des Pères de l'Église) et vieil irlandais (pour leur explication), est incomplet. Il s'agit d'une copie, réalisée entre 763 et 790 par un scribe carolingien au service de l'évêque Albéric de Cambrai. Il est conservé à la bibliothèque municipale de Cambrai (MS. 679, fos. 37rb-38rb).

## Source
- (en) Cet article est partiellement ou en totalité issu de l’article de Wikipédia en anglais intitulé « Cambrai Homily » (voir la liste des auteurs).